# Потоцкий, Иван Платонович
Иван Платонович Потоцкий (1842 — 1912) — русский военный деятель, генерал от инфантерии. Участник Русско-турецкой войны.

## Биография
Родился 1 февраля 1848 года. После окончания Петровско-Полтавского кадетского корпуса в 1864 году, поступил в Константиновское артиллерийское училище. Выпущен был 1866 году  подпоручиком в Каширский 144-й пехотный полк. В 1867 году был переведён в Павловский лейб-гвардии полк.
С 1872 года в звании поручика был назначен репетитором Константиновского военного училища. В 1875 году поступил в Николаевскую академию Генерального штаба. В 1878 году после окончания академии был произведён в Генерального штаба капитаны и назначен исполняющим должность начальника штаба 3-й Кавказской кавалерийской дивизии. Участник Русско-турецкой войны. С 1879 года произведён в подполковники ГШ и был назначен штаб-офицером при штабе Кавказского военного округа и начальником штаба 41-й пехотной дивизии.
В 1881 году произведён в полковники. С 1882 года назначен начальником штаба Кавказской гренадёрской дивизии. С 1889 года начальником штаба 15-й пехотной дивизии. С 1891 года командиром 30-го Полтавского пехотного полка.
В 1893 году произведён в генерал-майоры и назначен начальником штаба войск Забайкальской области. С 1895 года помощником начальником штаба Иркутского военного округа. С 1896 года начальником штаба Брест-Литовской крепости. С 1899 года начальником 47-й пехотной резервной бригады. В 1900 году произведён в генерал-лейтенанты, с назначением начальником 7-й пехотной дивизии.
С 1902 года начальник 26-й пехотной дивизии.
С 1903 года назначен в распоряжение начальника Главного штаба генерала В. В. Сахарова и с 1905 года был назначен председателем эвакуационного комитета при Главном штабе. В 1906 году произведён в генералы от инфантерии с увольнением в отставку.